# نيكولاس دياز (لاعب كرة قدم)
نيكولاس دياز (بالإسبانية: Nicolás Andrés Díaz Huincales) هو لاعب كرة قدم تشيلي في مركز الدفاع، ولد في 1999 في سانتياغو في تشيلي. لعب مع نادي بالستينو.

## وصلات خارجية
- نيكولاس دياز على موقع قاعدة بيانات كرة القدم.إي يو (الإنجليزية)
- نيكولاس دياز على موقع ناشيونال فوتبول تيمز (الإنجليزية)
- نيكولاس دياز على موقع Soccerway.com (الإنجليزية)
- نيكولاس دياز على موقع عالم كرة القدم.نت (الإنجليزية)